# Bolyphantes distichus
Bolyphantes distichus là một loài nhện trong họ Linyphiidae.
Loài này thuộc chi Bolyphantes. Bolyphantes distichus được Andrei V. Tanasevitch miêu tả năm 1986.